# Situ Gintung

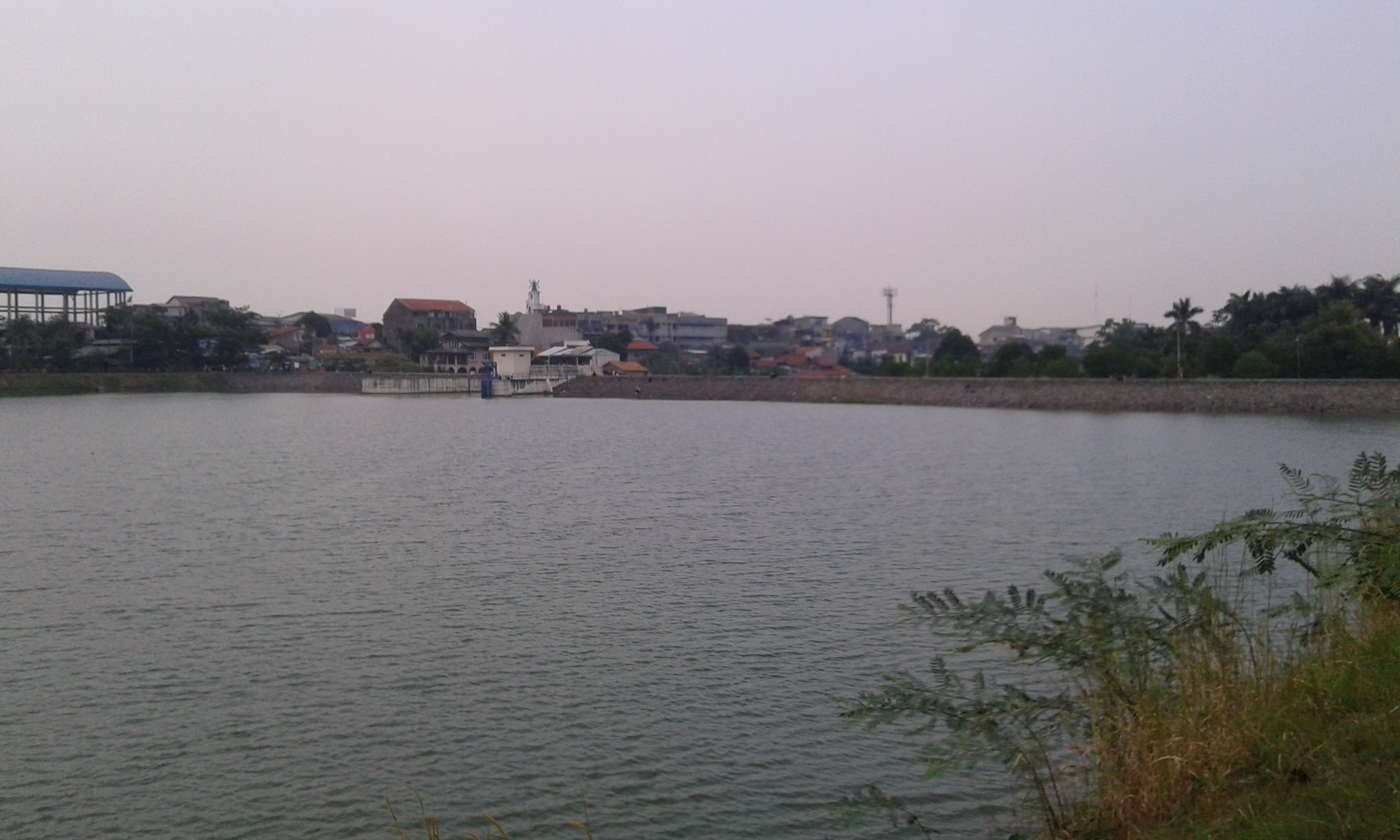
Situ Gintung, 2014

Situ Gintung era un lago artificial ubicado en las cercanías de la población de Cirendeu en el distrito Tangerang en la parte occidental de la isla de Java. El embalse fue originalmente construido por las autoridades coloniales neerlandesas en 1933. Construido con tierra pisada y con una altura de 16 m, su muro de contención colapsó el 27 de marzo de 2009 resultando en una inundación que causó según reportes iniciales la muerte de 58 personas y decenas de desaparecidos.

## Historia
El embalse Gintung estaba hecho de suelo compactado formando un muro de 16 metros de altura. Tenía una capacidad para represar 2 millones de metros cúbicos de agua. El objetivo inicial de la represa fue el de retener agua para la irrigación de los campos de arroz, los cuales con el tiempo fueron remplazados por asentamientos urbanos. Como consecuencia el agua del embalse finalmente se destinó pra consumo doméstico.

## Colapso
El muro del embalse colapsó la noche de 26 al 27 de marzo de 2009 cuando mucha gente dormía. Esto hizo que las cifras de fatalidades fueran más elevadas.